# ウエスト族
ウエスト（Westo）は17世紀のインディアン部族。スペイン人にはChichimecoと呼ばれ、バージニア植民地住民にはRichahecrianと呼ばれた。彼らは植民地バージニアの強大な部族として歴史的記録に最初に出現した。人類学者のマーヴィン・T・スミスはウエストは1654年から1656年までのビーバー戦争の間に南のバージニアへ強制移住されるまで、エリー湖の南に住んでいた部族、エリー（Erie）の集団の一つと示唆する。 バージニアが拡張するにつれ、ウエストは1670年のサウスカロライナ創立の直前に南のサヴァンナ川へ移住した。ウエストは1680年頃に消滅するまで、地域の最も強大な軍事力であった。

## 歴史
バージニアはウエストと交易関係を築き、インディアンの奴隷と銃器を交換した。ウエストがサヴァンナ川に移住した時、彼らはすぐに軍事力と奴隷の襲撃で知られるようになった。彼らの滅亡の前、ウエストはスペインの伝道教区のグアレとモカマを著しく破壊した。ウエストがバージニアと結びついていたことは、サウスカロライナの住民とも仲良くしていたということを意味していなかった。1673年、ウエストはクサボ（Cusabo）などの沿岸のインディアンとカロライナ植民地を攻撃した。カロライナ植民地はエソー（Esaw, もしくはCatawba）部族に防備を依存し、1674年12月に一部のウエストがヘンリー・ウッドワード医師を訪ねて和解した。ウエストがウッドワードにサヴァンナ川沿いの彼らの町まで同行した後に和平は同盟に変わり、多くの贈り物を与えて友情を育んだ。
1675年から1680年までウエストとサウスカロライナの間の交易は繁栄した。ウエストはカロライナに奴隷を供給し、グアレとモカマにいたスペインと同盟した部族、「Settlement（入植地の）インディアン」（おそらくカロライナの保護下にあり、後のクリーク連合となるチェロキー、チカソー、他さまざまな部族）を含む、さまざまなインディアンの集団を捕らえた。
ウエストが地域のほとんどすべての他の部族の敵であった時から、カロライナとの同盟は事実上植民地が他の関係を築く事を妨害した。ショーニー・インディアンの集団はサヴァンナ川の地域に移住し、ヘンリー・ウッドワードがウエストとともにいる間に出会った。これらのショーニーは「サヴァンナ・インディアン」として知られるようになった。ウッドワードは恐らくショーニーとウエストの最初の対面を目撃した。手話を用いながら、ショーニー (サヴァンナ)はウエストに近い将来の他の部族からの攻撃を警告しウエストとの親善を獲得して、ウエストたちは攻撃への準備を始めた。
サヴァンナら自身は後にウッドワードに近づき、ウエストを運命づけることになる関係を築いた。サヴァンナとの関係を通して、カロライナの住民たちはウエストを越えた交易の価値に気がついた。1679年にカロライナとウエストの間の戦いが勃発した時、サヴァンナはカロライナ住民を援護した。ウエストは敗北して1680年に滅亡し、サヴァンナは元ウエストがいた土地に移動して、カロライナとの主要な交易のパートナーとしての役割を担った。生き残ったウエストの多くの運命は、おそらく西インド諸島の砂糖プランテーションで働く奴隷と沖仲仕にさせられた。
ウエストの一部はおそらく破滅から逃れて、サウスカロライナ植民地の近くに住み続けた。匿名で1715年に出版された地図には、初期のクリークの集落がチャッタフーチー川からオクマルギ川とオーコーニー川までに移転した時の、1691年から1715年までの時期のインディアンの村が記されている。その地図には「ウェスタス（Westas）」と名付けられた集落（地名はすべて複数形になっている）がトワリガ川と合流するオクマルギ川沿いにあり、それは重要な「ロウワー・クリーク」の町であるコウェタの近くにある一連の町のひとつである。1715年の地図には、ロウワー・クリークが彼らの集落をチャッタフーチー川に戻したときの、1691年から1715年の間のある時点にあった集落が記されている。ウエストの集落である「ウェスタス」は後の地図では見られなくなっている。ロウワー・クリークと共に安住の地を見つけたいくつかの他のインディアンの避難者集団と同様に、生き残ったウエストの明らかな運命は、出現したクリーク連合への吸収であった。

## 註
1. ↑  Smith (1987), pp. 131-132
2. ↑  Information on slave raids, Dr. Woodward, Savannah/Shawnee, and the defeat of the Westo mainly from Gallay (2002), The Indian Slave Trade.
3. ↑  Worth, "The Lower Creeks: Origins and Early History", chapter 10 of Indians of the Greater Southeast, ed. McEwan (2000).

## 参照
- Gallay, Alan (2002). The Indian Slave Trade: The Rise of the English Empire in the American South 1670-1717. Yale University Press. ISBN 0-300-10193-7
- Smith, Marvin T. (1987). Archaeology of the Aboriginal Cultural Change in the Interior Southeast: Depopulation During the Early Historic Period. University Press of Florida
- Worth, John E. (2000). “The Lower Creeks: Origins and Early History”. In Bonnie G. McEwan (ed.). Indians of the Greater Southeast: Historical Archaeology and Ethnohistory. University Press of Florida. ISBN 0-8130-1778-5
- 1681 Joel Gascoyne map with 'Westoh' village on what is labelled the R. May.  Within a few years both town and river would be renamed after the Savannah.
- "Westo Indians" article by Eric Bowne in the New Georgia Encyclopedia